# Episodi di Star (seconda stagione)
La seconda stagione della serie televisiva Star va in onda sulla rete statunitense Fox dal 27 settembre 2017 al 23 maggio 2018.
In Italia la stagione è disponibile dal 6 aprile 2022 su Disney+. 
| n° | Titolo Originale                   | Titolo italiano | Prima TV USA      | Prima TV Italia |
| -- | ---------------------------------- | --------------- | ----------------- | --------------- |
| 1  | The Winner Takes it All            |                 | 27 settembre 2017 | 6 aprile 2022   |
| 2  | Insecure                           |                 | 4 ottobre 2017    | 6 aprile 2022   |
| 3  | FUA...Good Night!                  |                 | 11 ottobre 2017   | 6 aprile 2022   |
| 4  | It Ain't Over                      |                 | 18 ottobre 2017   | 6 aprile 2022   |
| 5  | May the Best Manager Win           |                 | 8 novembre 2017   | 6 aprile 2022   |
| 6  | Faking It                          |                 | 15 novembre 2017  | 6 aprile 2022   |
| 7  | Ghetto Symphony                    |                 | 29 novembre 2017  | 6 aprile 2022   |
| 8  | A House Divided                    |                 | 6 dicembre 2017   | 6 aprile 2022   |
| 9  | Climax                             |                 | 13 dicembre 2017  | 6 aprile 2022   |
| 10 | Rise From the Ashes                |                 | 28 marzo 2018     | 6 aprile 2022   |
| 11 | Take It To Church                  |                 | 4 aprile 2018     | 6 aprile 2022   |
| 12 | Dreamers                           |                 | 11 aprile 2018    | 6 aprile 2022   |
| 13 | Forward (E)Motion                  |                 | 18 aprile 2018    | 6 aprile 2022   |
| 14 | After the Set, It's the Afterparty |                 | 25 aprile 2018    | 6 aprile 2022   |
| 15 | Let the Good Times Roll            |                 | 2 maggio 2018     | 6 aprile 2022   |
| 16 | Take It or Leave It                |                 | 9 maggio 2018     | 6 aprile 2022   |
| 17 | Mrs. Rivera                        |                 | 16 maggio 2018    | 6 aprile 2022   |
| 18 | Thirty Days to Famous              |                 | 23 maggio 2018    | 6 aprile 2022   |